# Hasgal, Koppal
Hasgal là một làng thuộc tehsil Koppal, huyện Koppal, bang Karnataka, Ấn Độ.